# Árpad (nombre)
Árpad es un nombre propio masculino de origen húngaro, cuyo significado es incierto, pero se estima que deriva del húngaro "árpa", que significa trigo (Hordeum vulgare). En la época medieval fue el Gran Príncipe Árpad, quien guio a su ejército húngaro desde Ásia hasta Europa, donde se asentó la nación en la ubicación actual de Hungría en el año 896.

## Monarcas
- Árpad, Gran Príncipe de los magiares (895-907).

## Otros personajes relevantes
- Árpad von Degen, biólogo, pteridólogo y botánico húngaro de comienzos del siglo XX.
- Arpad Račko, escultor húngaro nacido en Eslovaquia.
- Arpad Šterbik, jugador húngaro de balonmano.
- Árpad Tóth, poeta y traductor húngaro.
- Árpad Göncz, político húngaro, presidente de dicho país desde 1990 hasta 2000.
- Árpad Élő, científico y jugador de ajedrez estadounidense de origen húngaro.
- Arpad Fekete, futbolista y entrenador húngaro que jugaba en la posición de delantero.

- Datos: Q4926100
- Multimedia: Árpád (given name) / Q4926100